# Viburnum fansipanense
Viburnum fansipanense är en desmeknoppsväxtart som beskrevs av J.M.H.Shaw, Wynn-jones och V.D.Nguyen. Viburnum fansipanense ingår i släktet olvonsläktet, och familjen desmeknoppsväxter. Inga underarter finns listade i Catalogue of Life.